# Mennonietenkerk (Friedrichstadt)
De Mennonietenkerk (Duits: Mennonitenkirche) is een oorspronkelijk  doopsgezind kerkgebouw in de Duitse plaats Friedrichstadt (Sleeswijk-Holstein). De kerk is tegenwoordig een simultaankerk en wordt eveneens door de Deense lutherse gemeente gebruikt. Naast de kerk bevindt zich een mennonitisch kerkhof.

## Geschiedenis
Al twee jaar na de stichting van de plaats door hertog Frederik III vestigden zich mennonieten in de stad. Ze kwamen als geloofsvluchtelingen uit de Nederlanden en voor een deel uit het naburige Eiderstedt, waar al sinds 1560 gemeenten bestonden. Samen met lutheranen, remonstranten, katholieken en joden vormden ze de bewoners van het in religieus opzicht tolerante Friedrichstadt, midden in een verder geheel lutherse omgeving.    
De menisten van Friedrichstadt waren verdeeld in vier gemeenten: een Hoogduitse, Waterlandse, Vlaamse en Friese gemeente, die ten opzichte van elkaar autonoom waren. Anders dan de remonstranten bezaten ze geen eigen kerk en de bijeenkomsten werden in huiselijke kring gevierd. In het begin van de 18e eeuw werd het aantal menisten in de stad op 400 geschat, hetgeen neerkwam op 20% van het inwoneraantal. In 1708 fuseerden de vier gemeenten tot één gemeente, men kocht het pakhuis Alte Münze en vestigde in een zijgebouw hun kerkgebouw. Nog in de 18e eeuw werd hier in het Nederlands gepreekt.

## Beschrijving

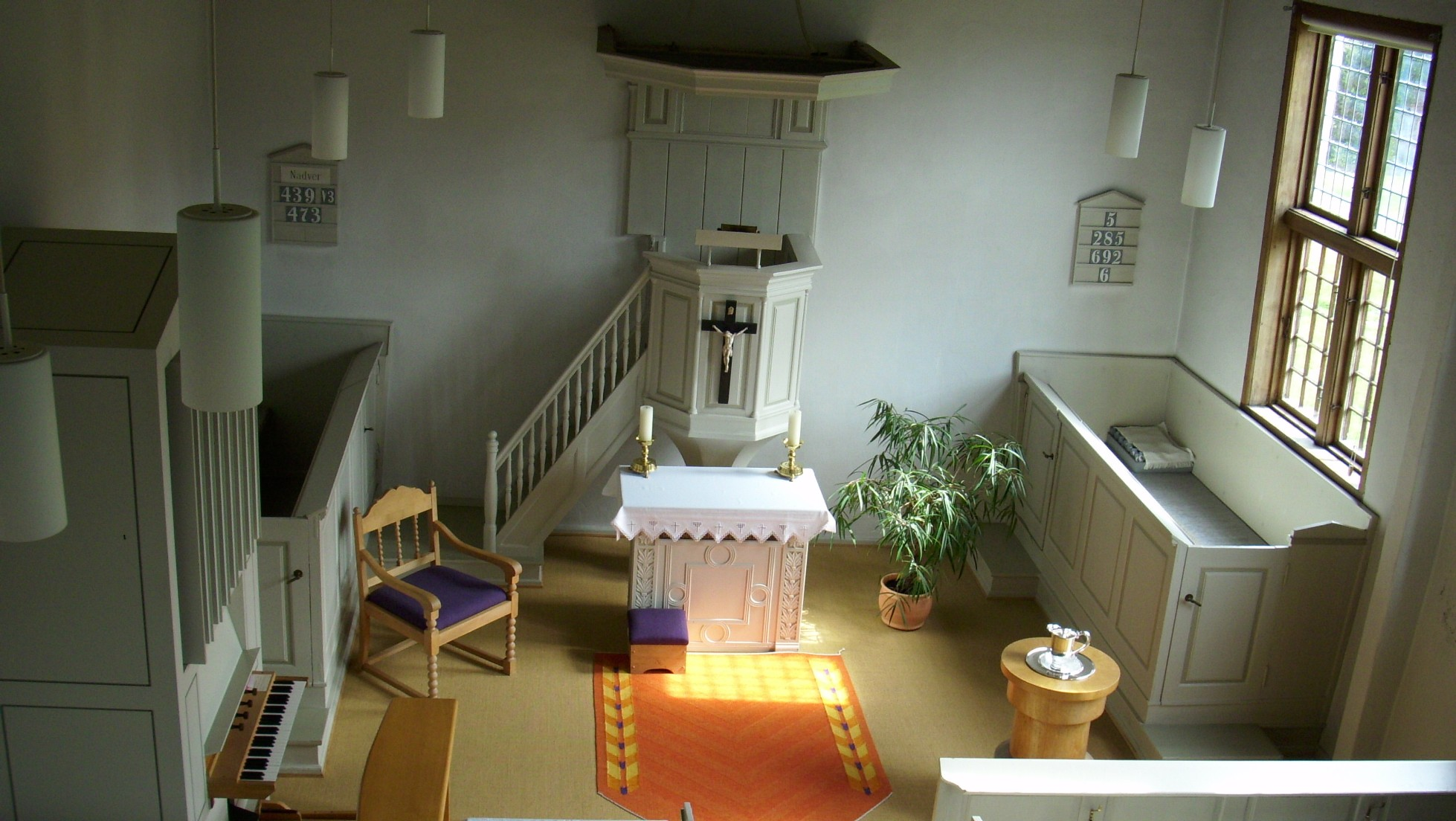
Interieur

De kerk is als eenvoudige mennonitische preekkerk met een centrale kansel ingericht. Een kerktoren ontbreekt, net als decoratieve opsmuk. Tegenwoordig wordt de kerk ook door de Deense lutherse gemeente gebruikt. Sindsdien bevinden zich een crucifix en een altaar in de kerk, die gewoonlijk in een mennonitische kerk ontbreken. In de kerk bevinden zich twee orgels. Het uit 1852 daterende orgel op de galerij is tegenwoordig echter buiten gebruik. Alhoewel de Alte Münze en de kerk met elkaar verbonden zijn, is de kerk toch duidelijk in een andere periode ontstaan als de in de stijl van de Nederlandse renaissance gebouwde Alte Münze. Herhaaldelijk werd de kerk gerestaureerd, de huidige kerkruimte komt overeen met het beeld uit de 19e eeuw.

## Kerkhof
Achter de kerk bevindt zich het mennonitische kerkhof, waar nog veel grafstenen uit de vroege 18e eeuw te zien zijn. Ook tegenwoordig is het kerkhof nog in gebruik.